# Village green

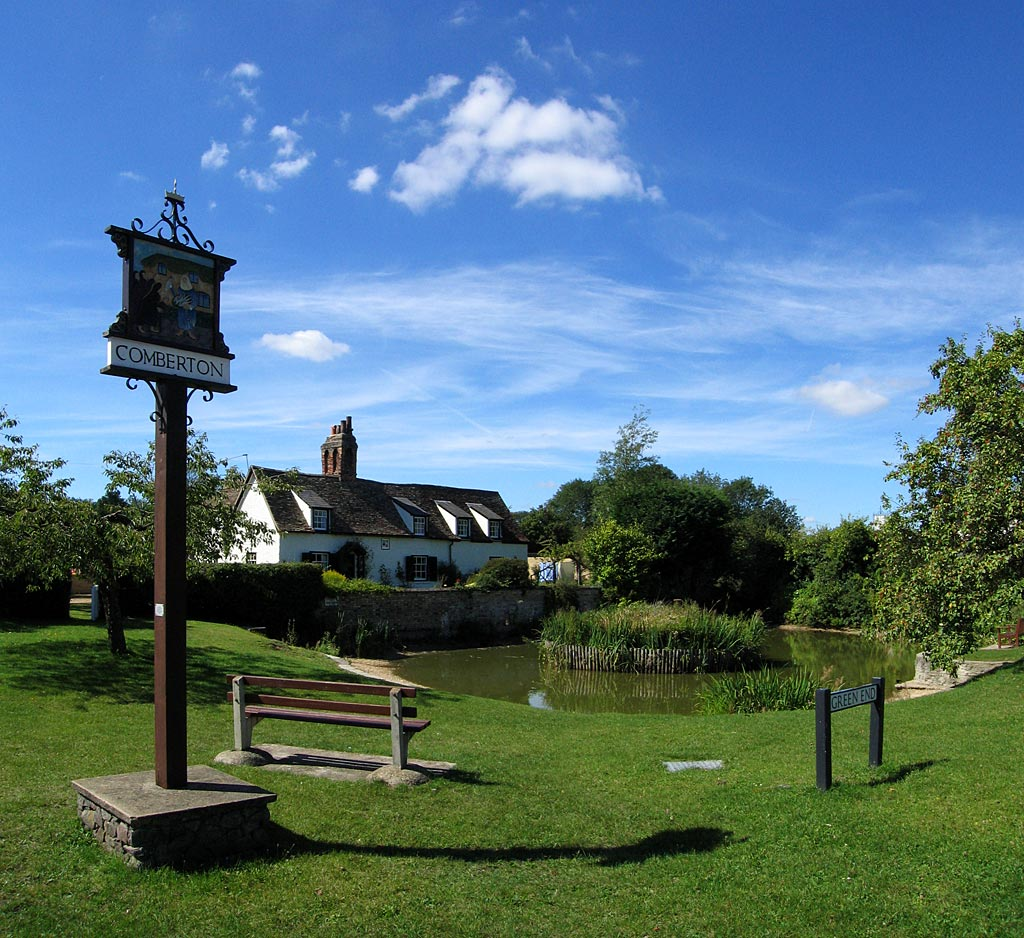
Un village green in Cambridgeshire. Panchine di fronte a un grande stagno - una visione comune in molti village green.

Un village green è un'area aperta al pubblico (common) in un villaggio o altro insediamento. Tradizionalmente, un village green era spesso un bene comune dedicato al pascolo, posto al centro di un insediamento agricolo, usato per l'allevamento degli animali. Alcuni avevano anche uno stagno, spesso creato per abbeverare il bestiame.
Il village green era, e può esserlo ancora, un luogo d'incontro all'aperto per la popolazione locale, utilizzabile per le feste pubbliche come il 1º maggio.
Il termine village green evoca un ambiente pieno di vegetazione. Tuttavia il termine è usato in senso più ampio fino a comprendere boschi, brughiere, campi sportivi, e anche, in parte, edifici e strade. Il verde può anche essere posizionato lontano dal centro del paese, soprattutto se il paese si è spostato, o è stato assorbito da un insediamento più grande.

## Distribuzione

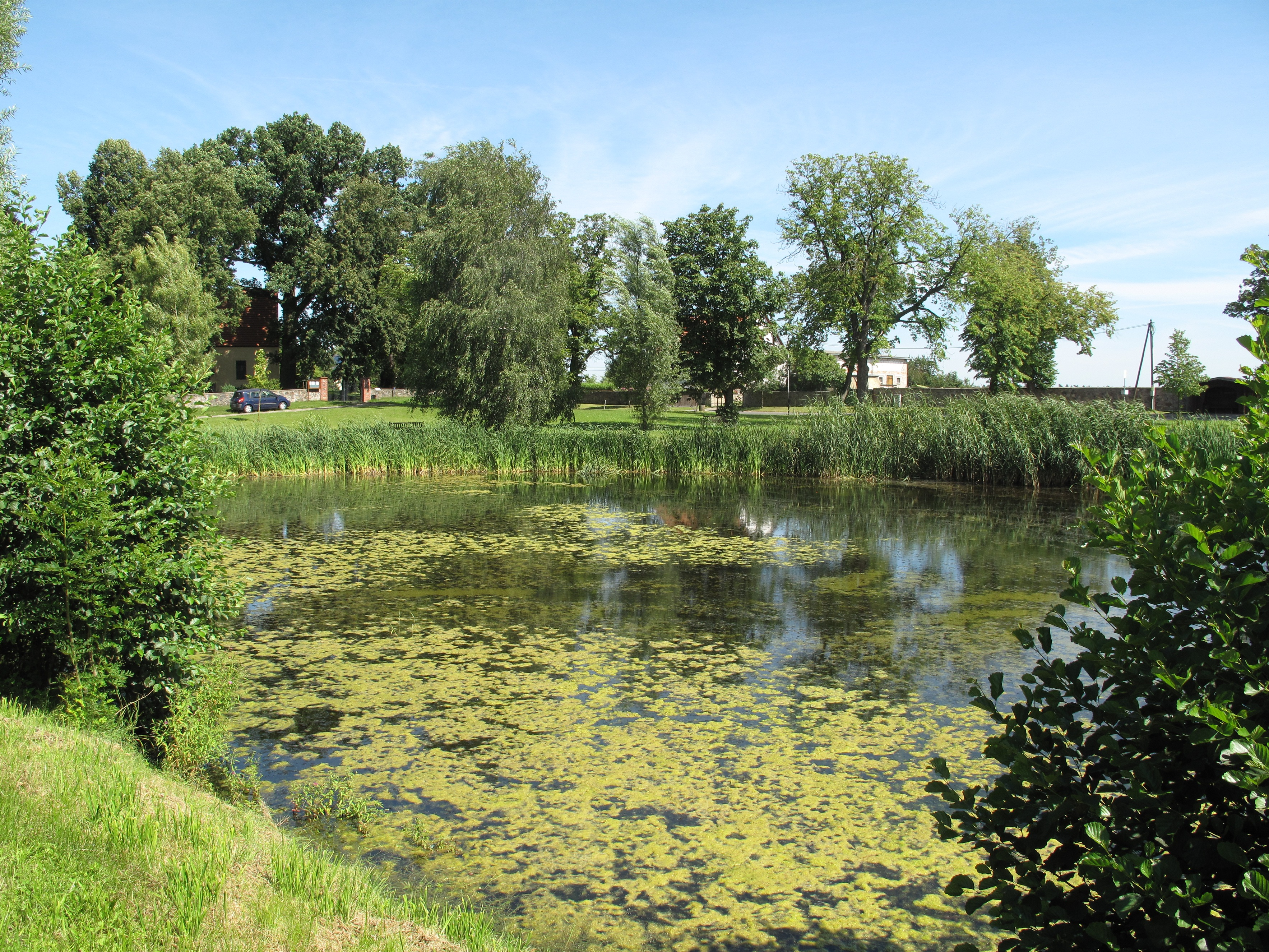
Il grande village green di Pritzhagen, Germania

Alcuni storici village green sono andati persi a seguito della rivoluzione agricola britannica e dello sviluppo urbano. Zone verdi sono ora più facilmente riscontrabili negli antichi villaggi del continente europeo, del Regno Unito, e nelle vecchie aree degli Stati Uniti. L'espansione delle città, a metà del XX secolo, ha portato in Inghilterra alla conservazione etica delle locali società, spesso incentrate sulla conservazione del verde del villaggio, come celebrato e parodiato nell'album dei The Kinks, The Kinks Are The Village Green Preservation Society. La britannica Open Spaces Society è un ente nazionale odierno che continua a portare avanti questo movimento.
Il termine può essere anche applicato ai parchi urbani. Negli Stati Uniti, il più famose esempio di città verde è, probabilmente, quello di New Haven Green a New Haven, Connecticut. New Haven venne fondata dai coloni inglesi e fu la prima città degli Stati Uniti ad essere pianificata. Originariamente utilizzato per il pascolo del bestiame, il green data dal 1630 ed è ben conservato, nonostante sia al centro della città. Il più grande green degli Stati Uniti è lungo 1,6 chilometri e si trova a Lebanon. Uno dei più insoliti è quello del Dartmouth College ad Hanover, che era di proprietà e controllato dal college nel 1770. Questi, e non la città, lo possiede ancora e lo ha circondato con edifici, come una sorta di quadrilatero collegiale, nel 1930, anche se la sua origine di green di città rimane evidente.
Un bell'esempio di un tradizionale green di città americana esiste nel centro di Morrison. Il Morristown Green risale al 1715 ed ha ospitato eventi che vanno dalle esecuzioni capitali alle sfilate di moda.

## Town and village greens

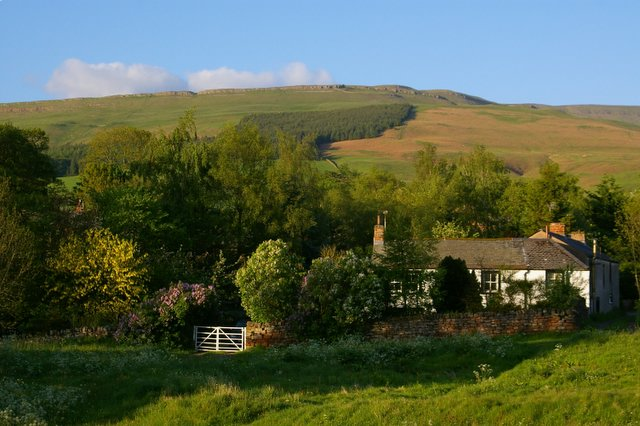
Casa in un village green in Cumbria

A parte dell'uso generale del termine, village green ha un significato giuridico specifico in Inghilterra e Galles, e comprende anche il termine meno comune town green. Città e villaggi verdi sono definiti nel Commons Registration Act 1965, modificato dal Countryside and Rights of Way Act 2000, come terra:
1. che è stato assegnata da o sotto qualsiasi legge per l'esercizio o il tempo libero degli abitanti di qualsiasi località
2. o sulla quale gli abitanti di qualsiasi località hanno il diritto di uso comune per praticare sport leciti e passatempi
3. o si tratta di terreno su cui, per non meno di 20 anni, un numero significativo di abitanti di una località, o di qualsiasi quartiere all'interno di una località, hanno praticato sport legali e passatempi.

I green registrati sono ora amministrati dal Commons Act 2006, ma il fondamentale test per stabilire se si tratta di un town and village green rimane lo stesso. Così i terreni possono diventare un town o village green se sono stati utilizzati per almeno vent'anni senza l'uso della forza, in segreto o dietro richiesta. La legislazione dei village greenè spesso usata per cercare di vanificare lo sviluppo. La giurisprudenza recente (Oxfordshire County Council vs Oxford City Council e Robinson) chiarisce che la registrazione come green renderebbe qualsiasi sviluppo che ha impedito l'uso continuo del verde come un'attività criminale sotto lInclosure Act 1857 e il Commons Act 1876. Questo porta alla rivendicazione come village green di molte curiose aree, a volte con successo. Un esempio recente comprende un palco per la musica, due laghi ed una spiaggia.
La Open Spaces Society ha stabilito, nel 2005, che ci sono circa 3 650 green registrati in Inghilterra per una superficie di circa 3298 ettari e circa 220 in Galles per circa 251 ettari.

## Esempi

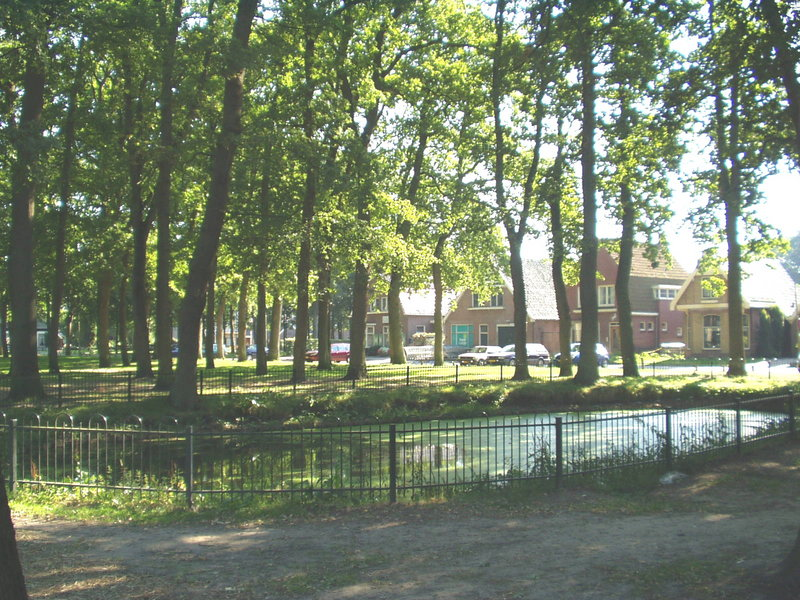
Un village green a Zuidlaren, nei Paesi Bassi

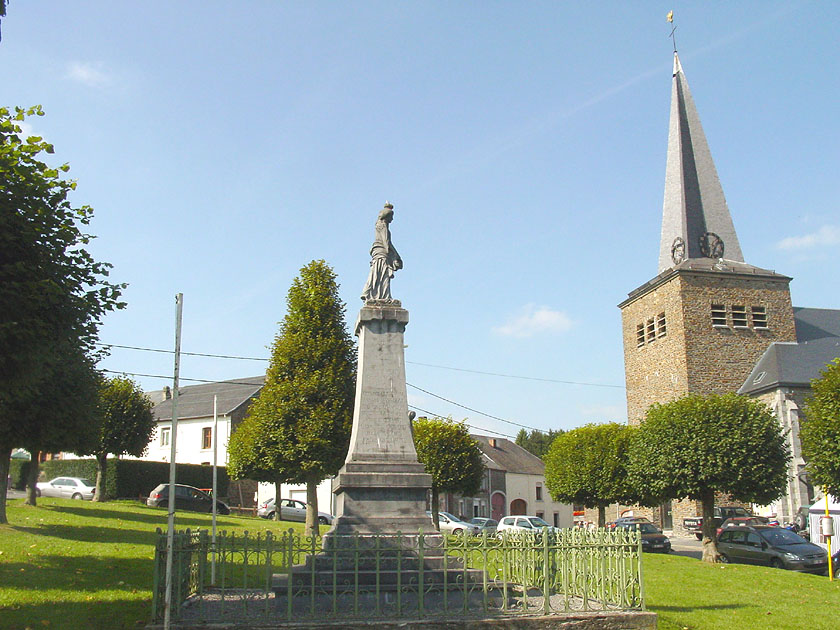
Il village green di Willerzie in Belgio

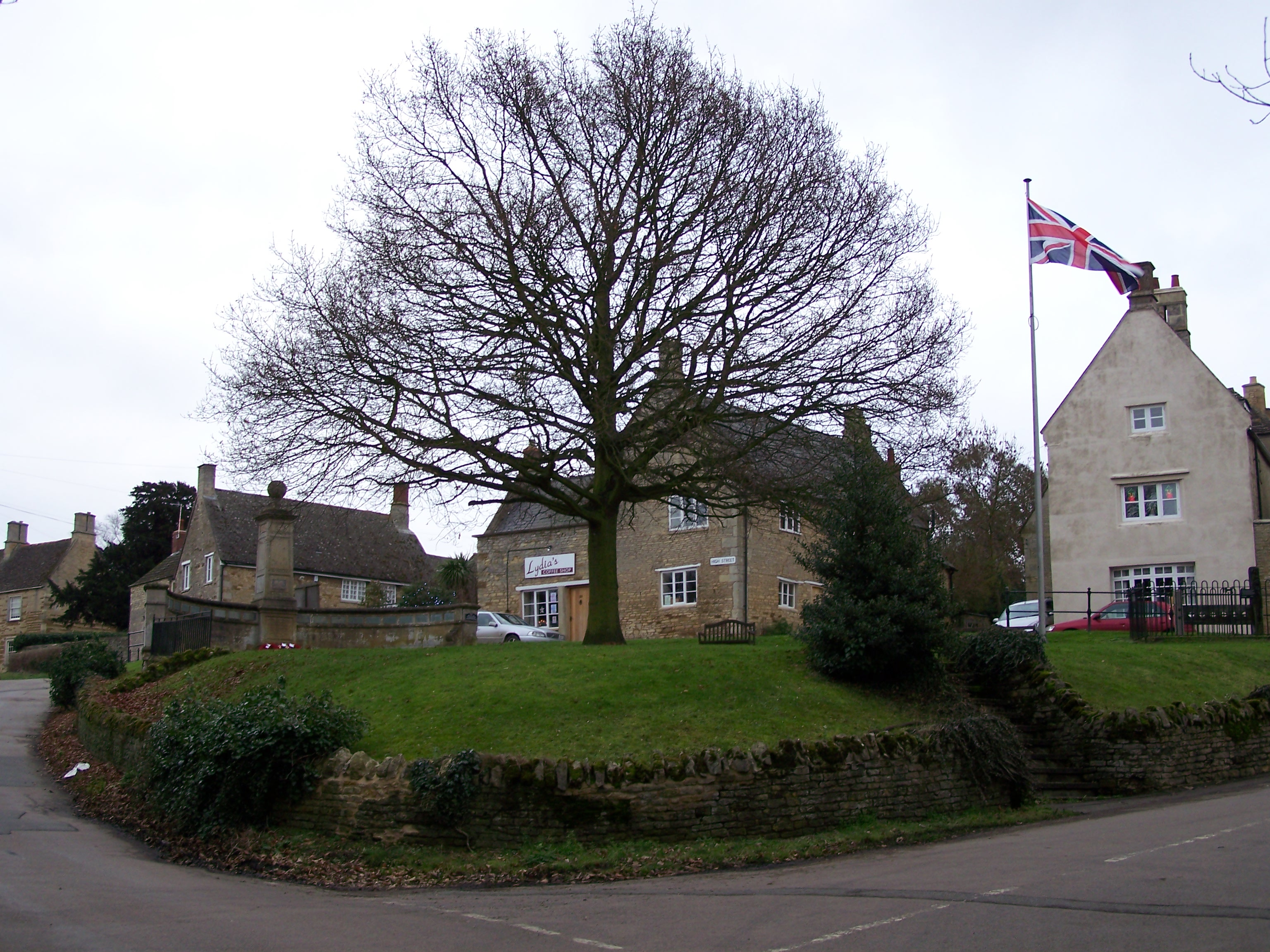
Il village green di Gretton, Northamptonshire - uno dei pochi rimasti in Inghilterra che ha mantenuto la gogna

Un notevole esempio di village green è quello di Finchingfield in Essex, England, che si dice sia "il più fotografato in Inghilterra". Il green domina il villaggio, e si spinge fino a laghetto delle anatre, e talvolta viene allagato dopo forti piogge. Il piccolo villaggio di Car Colston in Nottinghamshire, Inghilterra, ha green, per un totale di 12 ettari.
Alcuni green che sono stati un common al centro di un villaggio, spesso sono stati inghiottiti da una città in crescita che li circonda. A volte diventano un parco cittadino o una piazza, e riescono a mantenere un senso del luogo. Londra na ha molti: Newington Green, in origine un villaggio di dissenzienti, è un buon esempio, con la sua chiesa sita alla sua estremità nord.
Vi sono due luoghi negli Stati Uniti chiamati Village Green: Village Green-Green Ridge, Pennsylvania e Village Green (New York). Alcune città del New England, insieme ad alcune altre aree abitate come i comuni della Connecticut Western Reserve, fanno riferimento alla loro piazza del paese come un village green. L'unico villagge green negli Stati Uniti ancora utilizzato per l'agricoltura si trova a Lebanon (Connecticut). Questo è anche uno dei più grandi della nazione.
In Indonesia, specialmente a Giava, vi è un posto simile chiamato Alun-Alun. Si tratta della zona centrale del villaggio giavanese di architettura e cultura.
La parte settentrionale della provincia di Drenthe nei Paesi Bassi è anche nota come village green. Zuidlaren è il villaggio con il più grande numero di green nei Paesi Bassi.
Il Błonia Park, creato nem Medioevo, è un esempio di grande village green a Cracovia, in Polonia.